# 中国民用航空局

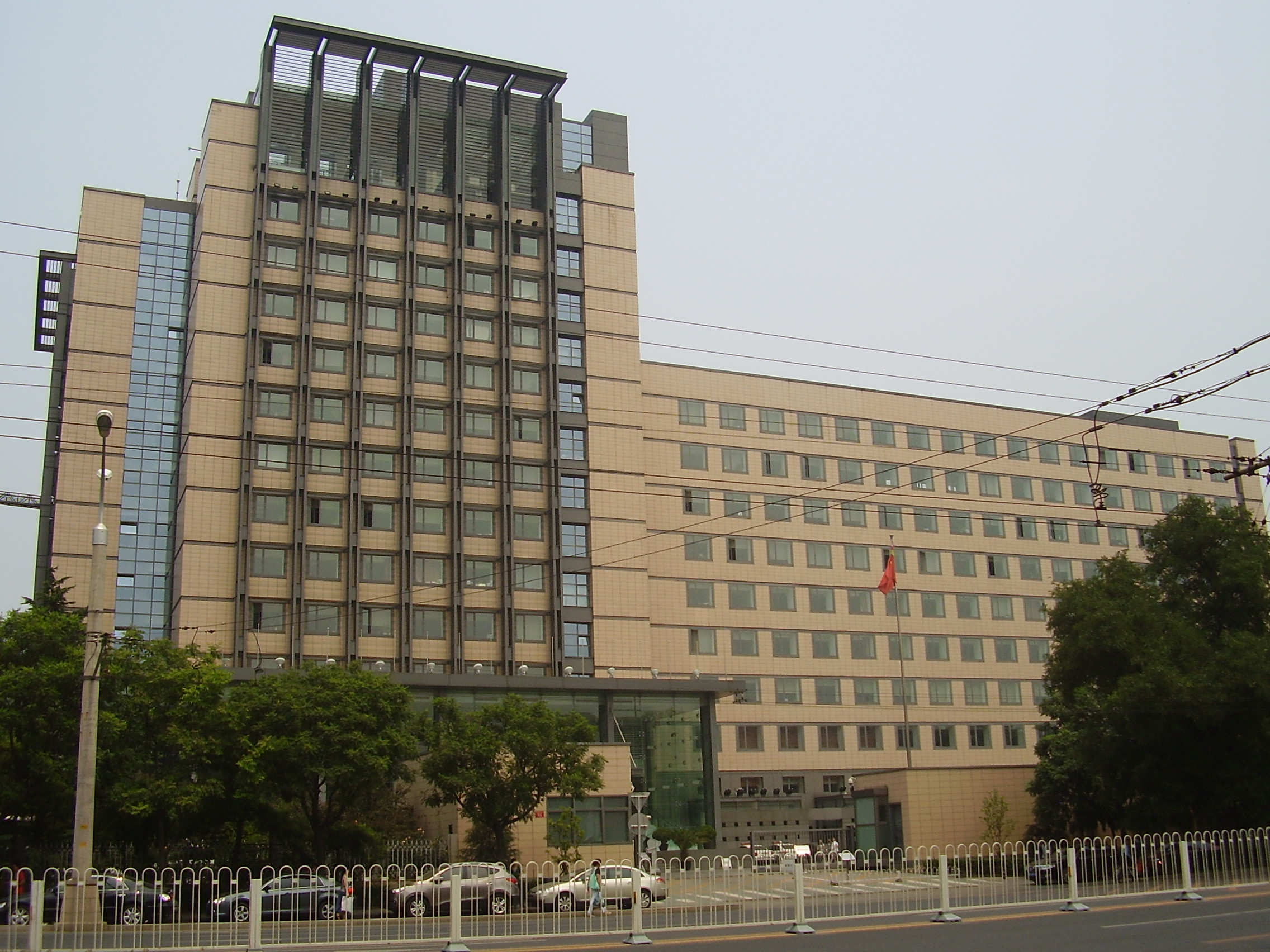
CAACの本社

中国民用航空局（ちゅうごくみんようこうくうきょく）は、中華人民共和国国務院交通運輸部が管理する国家局のひとつであり、民間航空行政を管轄する機構である。
中華人民共和国成立後、国内の航空交通を独占していたが、1988年に行政機能と航空会社経営機能を分割、航空会社は民営化された。略称で中国民航（ちゅうごくみんこう）、CAACという場合は、航空会社としての経営機構を、民航局という場合は、国内の航空会社を統括する行政機構を意味する場合が多い。

## コードデータ
- IATA航空会社コード：CA
- ICAO航空会社コード：CCA
- コールサイン：Air China
  - 現在、これらのコードは中国国際航空に引き継がれている。
- 国際線にはCAの文字を付け、国内線は番号のみで運行。
  - （例:CA100便→国際線、2999便→国内線）

## 中国民航の沿革
- 1949年

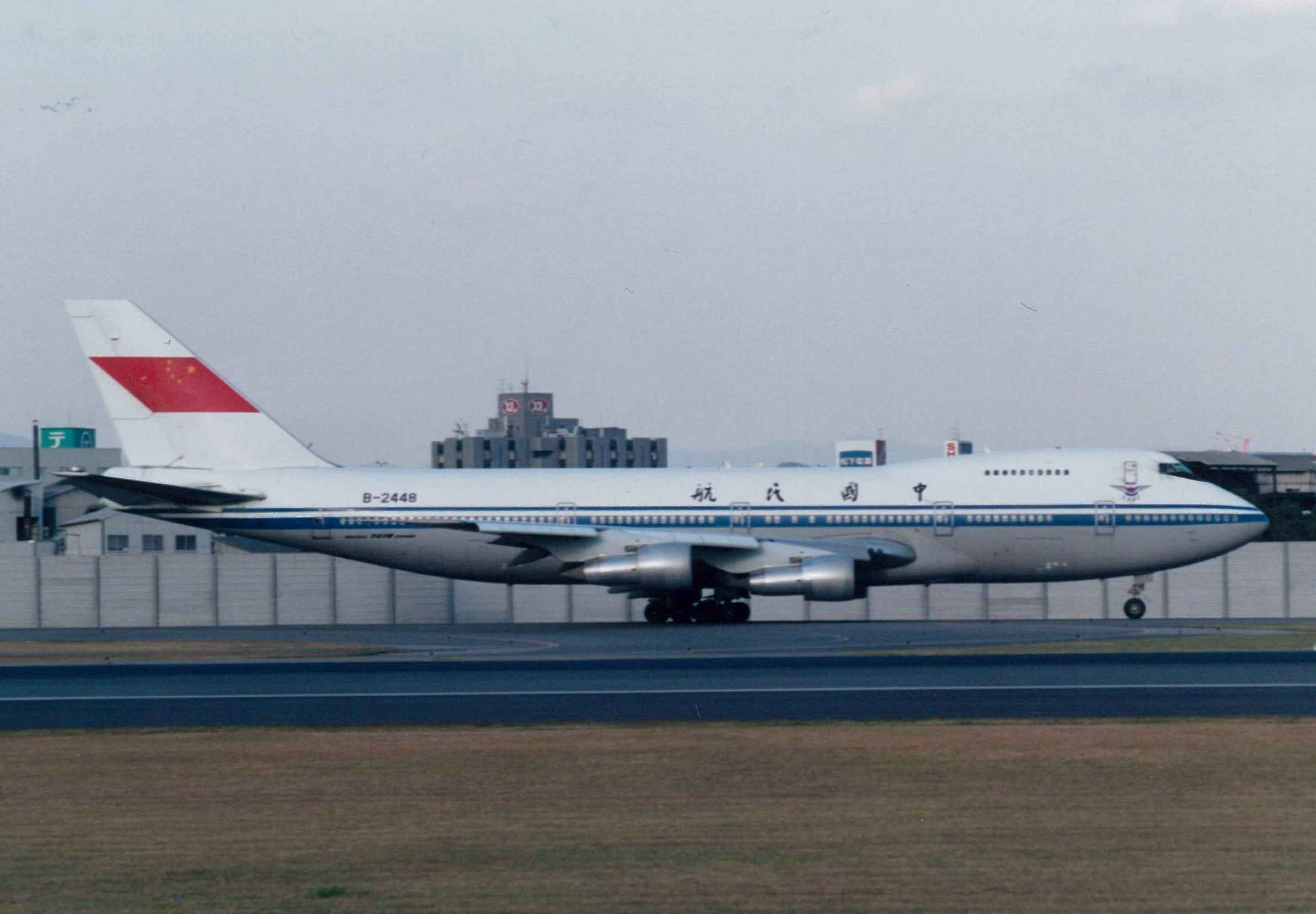
ボーイング747-200

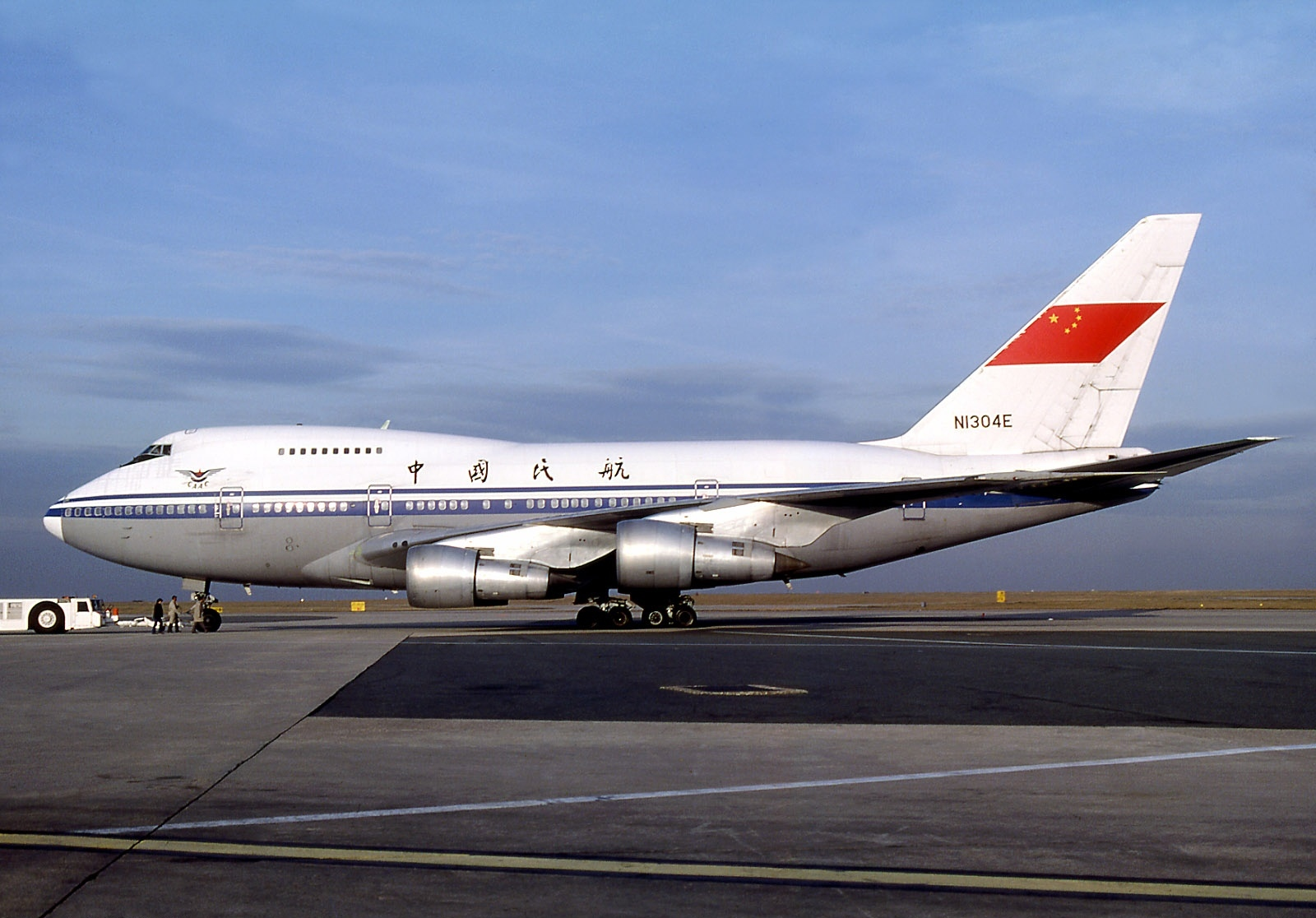
ボーイング747-SP

  - 11月2日：中国共産党政治局会議において、人民革命軍事委員会の下に中国民用航空局を設置し、空軍の指揮下に入ることが決定される。
  - 11月9日：両航事件で共産党側についた、中国航空公司、中央航空公司から資機材と技術提供を受ける。
- 1958年：国務院の決定により、交通部の一部局となる。
- 1960年11月17日：交通部民用航空局と改称し、全国の航空交通を総合管理する機構として、航空経営の責任を負い、各地区の民用航空管理局を直接指揮することとなる。
- 1962年
  - 4月13日：中国民用航空局と改称する。
  - 4月15日：国務院直属の部局となる。業務、幹部人事等は空軍が管理責任を負うこととなる。
    - この後しばらくは、部局の体制が何度も変更されるなど、政治や経済の影響を大きく受けることとなる。
- 1973年3月23日：初めて東京国際空港（羽田空港）に飛行する。
- 1980年
  - 2月14日：「民航は企業化すべきだ。」との鄧小平の指示が出される。
  - 3月5日：軍の管理を受けない国務院直属の機構となる。行政機構と経営機構を分離し、企業化へ向けて前進する。 中国民航（CAAC）の名称で航空運輸を独占する全国企業となり、北京、上海、広州、成都、蘭州（後に西安に移転）、瀋陽に地区管理局を置く。
- 1987年：航空会社と空港の経営分離がなされ、地区管理局ごとに航空会社が設立されてゆく。 管理局の名称は以下のように変更され、局内の空港を管理する機構となる。
  - 北京管理局→華北管理局、1988年：中国国際航空（北京首都国際空港）
  - 上海管理局→華東管理局、1988年：中国東方航空（上海虹橋国際空港）
  - 広州管理局→中南管理局、1991年：中国南方航空（広州白雲国際空港）
  - 成都管理局→西南管理局、1987年：中国西南航空（成都双流国際空港）→2002年：中国国際航空へ合併
  - 西安管理局→西北管理局、1989年：中国西北航空（西安西関空港→西安咸陽国際空港）→2002年：中国東方航空へ合併
  - 瀋陽管理局→東北管理局、1988年：中国北方航空（瀋陽桃仙国際空港）→2002年：中国南方航空へ合併
- 1989年7月：貨物輸送等をする中国通用航空公司が誕生する。
- 1990年：旧民航各社が中国航空油料総公司、中国航空器材公司を設立する。
- 1993年4月19日：中国民用航空総局と改称する。
- 2000年7月：世界貿易機関（WTO）の加盟準備として、民航総局が直属企業10社を3社に統合する構想を発表。
- 2002年10月11日
  - 民航系航空会社を中国国際航空、中国東方航空、中国南方航空の3社に統合し、関連企業の中国民航情報集団公司、中国航空油料集団公司、中国航空機器材輸出入集団公司と合わせて6大集団公司として、民航総局との分離を明確にすることが決定される。
  - 新疆管理局を新たに設置。 空港も今後省、区、市による地域ごとの管理下に置き、資産、負債、人員などの責任を負うことが決定される。ただし北京首都国際空港とチベット自治区内の民用空港は引き続き、民航総局が管理することとなる。
- 2004年
  - 7月8日：甘粛省の空港の地方管理移譲が終了し、全国の空港の管理権限移譲が完了する。これにより、中国民用航空総局の体制改革が完了する。
  - 10月2日：国際民間航空機関(ICAO)第35回総会にて、中華人民共和国が理事国に選出される。
- 2008年3月：中国民用航空局と改称する。
- 2019年3月11日：同年3月10日に発生したエチオピア航空302便墜落事故を受け、当該機種のボーイング737 MAXの中国国内の航空会社での運用を緊急停止させた。
- 2020年3月26日:新型コロナウィルスの流行による「感染対策期間中の継続的な国際旅客便減便に関する通知」を発表し、国内外の航空会社の国際旅客便について「1航空会社、1国、1路線、1週、1便」（5つの1（ファイブワン）措置）による運航を求めた[1]。

## 事件事故
- 1956年7月9日　地質調査をしていた「Ae-45型-958号」が、河南省霊宝県の山に激突、墜落した。
- 1982年4月26日午後4時45分頃、広州発桂林行き中国民航3303便トライデントTr-2E（B-266）が、桂林奇峰嶺空港に着陸進入中、桂林の南東約50kmの陽朔付近の山に墜落した。この事故で乗員8名、乗客104名、計112名全員が死亡（詳細は「中国民航3303便墜落事故」を参照）。
- 1982年12月24日　西安発長沙経由広州行き広州白雲国際空港に着陸進入中のイリューシンIl-18B(B-202)（蘭州管理局）の機体から出火し、乗員乗客69名のうち、乗客25名が死亡。
- 1983年5月5日 瀋陽発上海行き中国民航の旅客機トライデントTr-2E（B-296）が6名の武装グループにハイジャックされ、大韓民国江原道春川市の在韓アメリカ軍基地に緊急着陸した。犯人らは乗員9名、乗客90名（うち日本人3名）を解放した後、アメリカへの亡命を求め投降した。犯人らは後にソウル地方裁判所で懲役2年から6年の実刑判決を受けたが、1984年8月13日に中華民国へ亡命した。当時外交関係がなかった中韓両国が事後処理で初の直接交渉を行っている。
中韓両国はそれまで「中共」「南朝鮮」と呼び合っていたが、この交渉で初めて「中華人民共和国」「大韓民国」と呼ぶようになった（詳細は「中国民航機韓国着陸事件」を参照）。
- 1983年9月14日 　桂林発北京港行きトライデントTr-2E (B-264) が桂林奇峰嶺空港を滑走中、空軍轟偵５偵察機と衝突、乗員乗客106名のうち、乗客11名が死亡。
- 1985年1月18日 南京発済南行き中国民航5109便アントノフAn-24B (B-434) （上海管理局）が済南遥墻国際空港に着陸しようとしたところ、失速、墜落した。乗員乗客41名のうち、乗員7名、乗客31名が死亡。
- 1986年12月15日午前10時頃、中国民航西安管理局のアントノフAn-24 (B-444) が、蘭州中川空港への着陸に失敗し、乗員乗客37名のうち6名が死亡した。[2]
- 1988年8月31日 広州発香港行き中国民航CA301便トライデントTr-2E(B-2218)（広州管理局）が香港国際空港に着陸進入中、滑走路をオーバーランし、海面に激突した。乗員乗客89名のうち、乗員6名、乗客1名が死亡。なお、同便に搭乗していた日本人12名は無事。
- 1989年12月16日　北京発上海、サンフランシスコ経由ニューヨーク行きCA981便が中国人にハイジャックされ、福岡空港に着陸した。犯人は滑走路に突き落とされ全治3カ月の重傷を負い、後に中華人民共和国に強制送還された（詳細は「中国民航機ハイジャック事件」を参照）。